# 夢だけ見てる (川越美和の曲)
「夢だけ見てる」（ゆめだけみてる）は、1989年9月21日にNECアベニューから発売された川越美和の4枚目のシングルである。

## 概要
- 同年の第31回日本レコード大賞新人賞を受賞した。
- TBS系テレビドラマ『時間ですよ 平成元年』挿入歌。同作品には川越も女優として出演している。

## 収録曲
1. 夢だけ見てる
作詞：小椋佳、作曲：玉置浩二、編曲：星勝
2. 優しい雨
作詞：小椋佳、作曲：玉置浩二、編曲：星勝

## カバー
- 玉置浩二 - 他のアーティストへの提供曲をセルフカバーしたアルバム『Offer Music Box』（2012年10月24日発売）に収録[1]。